# 앙디 들로르
앙디 들로르 (Andy Delort, 1991년 10월 9일 ~ )는 알제리의 축구 선수이며, 현재 움살랄에서 스트라이커로 뛰고 있다.